# Orthriophis
Genre
Orthriophis est un genre de serpents de la famille des Colubridae.
Ce genre, créé en 2002 après des études phylogénétiques, a récemment été invalidé à la suite de nouvelles études phylogénétiques plus précises. Les espèces qu'il contenait sont actuellement de nouveau intégrées dans le genre Elaphe.

## Répartition
Les espèces de ce genre se rencontrent en Asie du Sud-Est, en Asie du Sud et en Asie de l'Est. Un spécimen a également été observé en Primorie en Russie.

## Liste des espèces
Selon The Reptile Database (13 mars 2012) :
- Orthriophis cantoris ou  Elaphe cantoris (Boulenger, 1894)
- Orthriophis hodgsoni ou Elaphe hodgsoni (Günther, 1860)
- Orthriophis moellendorffi ou Elaphe moellendorffi (Boettger, 1886)
- Orthriophis taeniurus ou  Elaphe taeniura (Cope, 1861)

## Taxinomie
Ce genre contient des espèces provenant au départ du très vieux genre Coluber,  qui ont ensuite été transférées dans le genre Elaphe au XIXe siècle pour y rester longtemps. Mais à la suite des premières études phylogénétiques des années 2000, encore imprécises dans un premier temps, le genre Elaphe a éclaté en de nombreux genres nouveaux dont Orthriophis créé en 2002. Mais au fil des études génétiques plus précises ce genre fut contesté, car la nouvelle version réduite du genre Elaphe s’insère phylogénétiquement comme une branche dans le genre Orthriophis. Ainsi le genre Orthriophis a récemment été invalidé et a été réintégré dans Elaphe à partir de 2017.

## Étymologie
Le genre Orthriophis, du grec ancien ορτηρος, orthros, « aube », et ὄφις, ophis, « serpent », a été choisi en référence au fait que ces espèces sont actives tôt le matin.

## Publication originale
- Utiger, Helfenberger, Schätti, Schmidt, Ruf & Ziswiler, 2002 : Molecular systematics and phylogeny of Old and New World ratsnakes, Elaphe auct., and related genera (Reptilia, Squamata, Colubridae). Russian Journal of Herpetology, vol. 9, n. 2, p. 105–124 (texte intégral).